# Grasblättriger Hahnenfuß
Der Grasblättrige Hahnenfuß (Ranunculus gramineus) ist eine Pflanzenart aus der Gattung Hahnenfuß (Ranunculus) innerhalb der Familie der Hahnenfußgewächse (Ranunculaceae).

## Beschreibung

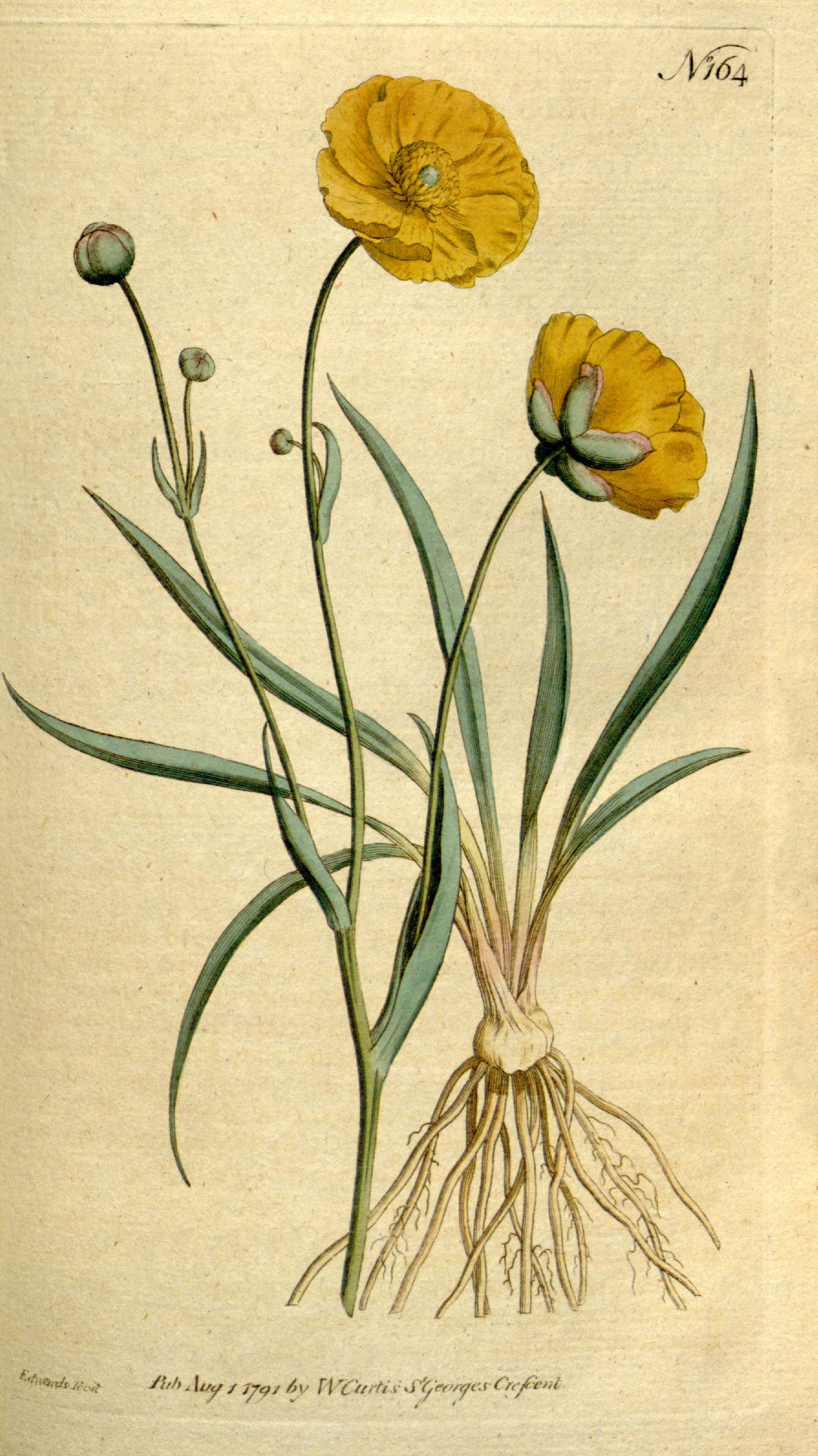
Illustration aus The Botanical Magazine, Volume 5, 1792, Tafel 164

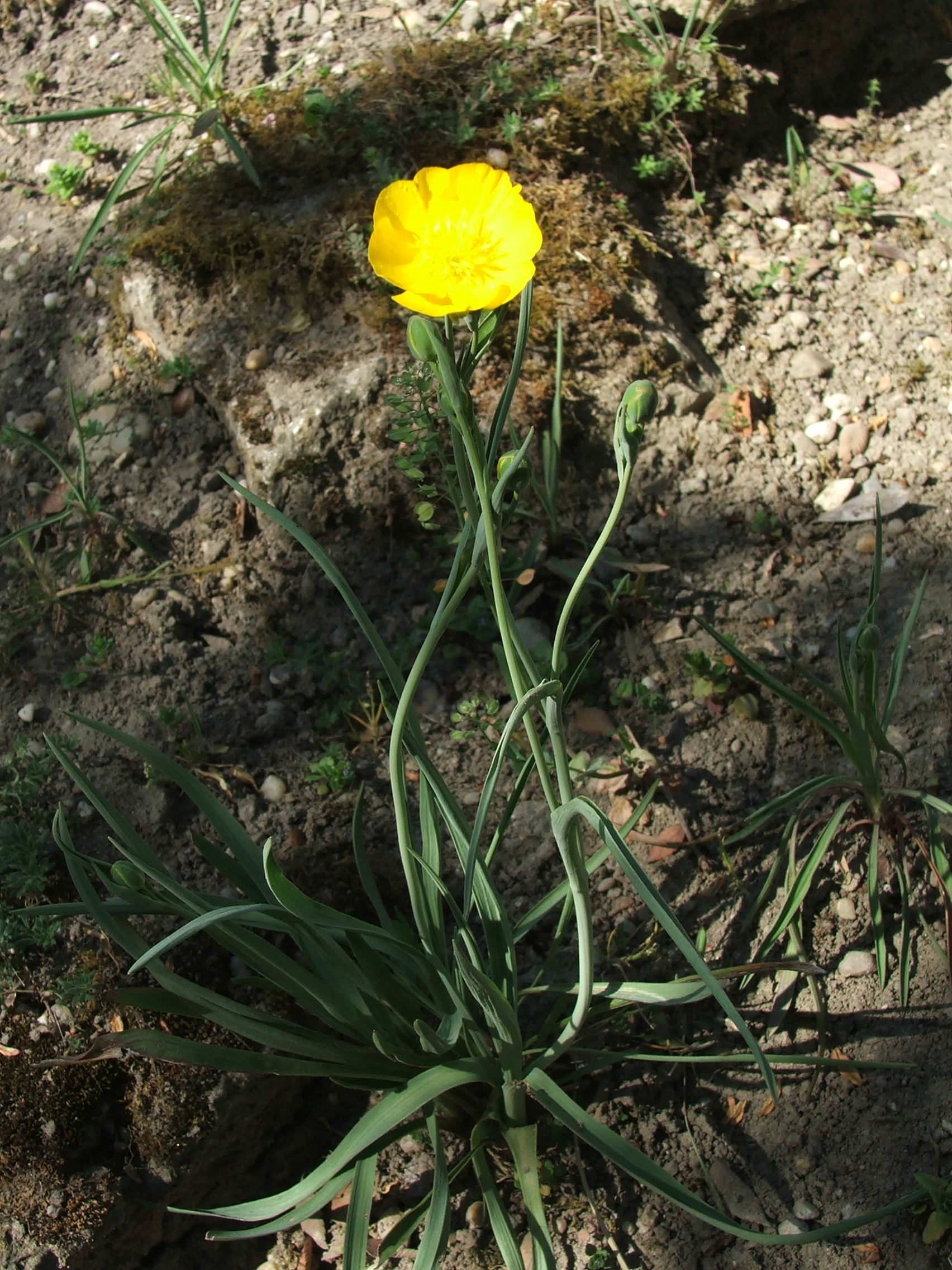
Habitus, Laubblätter und Blüte

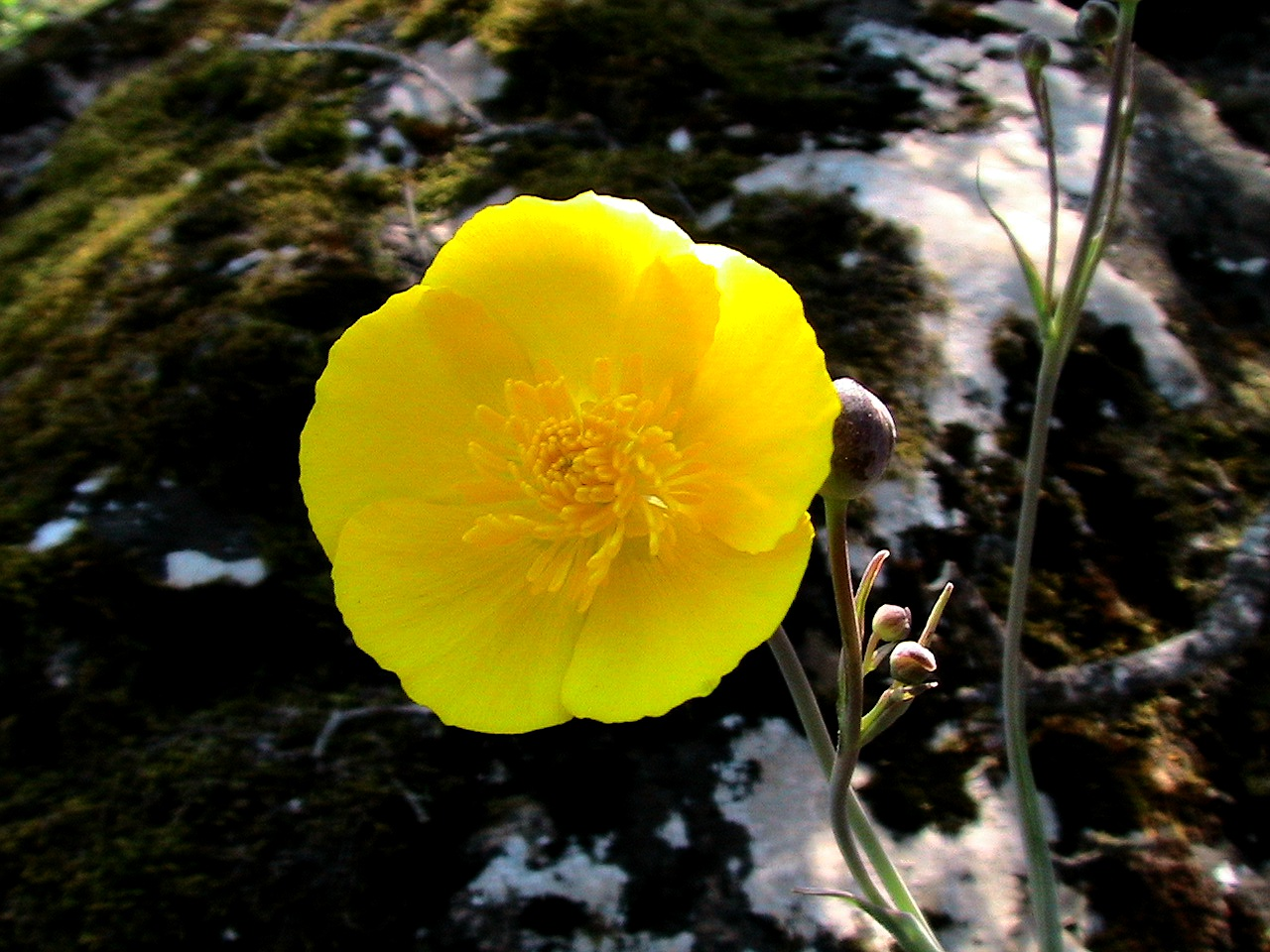
Blüte im Detail

### Vegetative Merkmale
Der Grasblättrige Hahnenfuß ist eine ausdauernde, krautige Pflanze, die meist Wuchshöhen von 10 bis 25 (5 bis 50) Zentimetern erreicht. Als Überdauerungsorgan wird ein Rhizom gebildet. Die absterbenden Grundblätter bilden einen grundständigen Faserschopf. Die oberirdischen Pflanzenteile sind kahl oder meist flaumig behaart. Der im Querschnitt runden Stängel ist markerfüllt.
Die grundständigen und am Stängel verteilt angeordneten Laubblätter sind sitzend und meist behaart. Die grasartigen, graugrünen Grundblätter sind bei Breite von unter 1 Zentimetern sowie einer Länge von bis 15 Zentimetern linealisch oder linealisch-lanzettlich. Die wenigen Stängelblätter haben die gleiche Form wie die Grundblätter, sind aber kürzer.

### Generative Merkmale
Die Blütezeit reicht von April bis Juni, selten bis Juli. Je Pflanzenexemplar sind mehrere (ein bis sechs, selten bis zu elf) langgestielte Blüten vorhanden.
Die zwittrige Blüte ist bei einem Durchmesser von 1,5 bis 2, selten bis 3,5 Zentimetern radiärsymmetrisch und fünfzählig mit doppelter Blütenhülle. Der kahle Blütenboden ist verkehrt-eiförmig-länglich. Die fünf anliegenden Kelchblätter sind gelblich und kahl. Die fünf gelben Kronblätter sind bei einer Länge von meist 7 bis 14 (5,5 bis 17) Millimetern verkehrt-eiförmig fast dreieckig. Es sind viele Staubblätter vorhanden.
In einem zur Fruchtreife eiförmige oder zylindrische Sammelnussfrucht sind viele Früchtchen angeordnet. Die kahlen Früchtchen sind bei einer Länge von 2 bis 3, selten bis zu 5 Millimetern eiförmig oder verkehrt-eiförmig und etwas abgeflacht. Ihr mit einer Länge von höchstens 0,5 Millimetern relativ kurzer Schnabel ist fast gerade.
Es liegt Diploidie mit einer Chromosomenzahl von 2n = 16 vor.

## Vorkommen und Gefährdung
Es gibt Fundortangaben für Marokko, Algerien, Tunesien, Gibraltar, Spanien, Portugal, Andorra, Südfrankreich, Sardinien, Italien und die Schweiz.
Sie wächst in Mitteleuropa in Trockenrasen des Hügellandes und der unteren Bergstufe. In der Schweiz kommt Ranunculus gramineus nur in Trockenrasen über Kalkgestein in der kollin-montanen Höhenstufe nur im mittleren Rhonetal im Kanton Wallis vor. In der Schweiz kommt Ranunculus gramineus in Pflanzengesellschaften des Verbands der inneralpinen Felsensteppe (Stipo-Poion) vor.
Die ökologischen Zeigerwerte nach Landolt et al. 2010 sind in der Schweiz: Feuchtezahl F = 1 (sehr trocken), Lichtzahl L = 4 (hell), Reaktionszahl R = 4 (neutral bis basisch), Temperaturzahl T = 4+ (warm-kollin), Nährstoffzahl N = 2 (nährstoffarm), Kontinentalitätszahl K = 4 (subkontinental).
Ranunculus gramineus gilt in der Schweiz als „vom Aussterben bedroht“, da die wenigen Schweizer Fundorte voneinander isoliert sind und ihr Habitat gestört oder gar zerstört wird, dabei erklärt die Schweiz eine nationale Priorität von 2, also eine hohe nationale Priorität für den Schutz zu haben.

## Taxonomie
Die Erstveröffentlichung von Ranunculus gramineus erfolgte 1753 durch Carl von Linné in Species Plantarum, Tomus I, S. 549. Synonyme für Ranunculus gramineus L. sind: Ranunculus luzulifolius (Boiss.) Amo, Ranunculus gramineus var. luzulifolius Boiss.

## Nutzung
Der Grasblättrige Hahnenfuß wird selten als Zierpflanze für Stein- sowie Heidegärten genutzt und ist mindestens seit 1594 in Kultur.